# Desa Sukakersa (administrativ by i Indonesien, lat -6,90, long 108,11)
Desa Sukakersa är en administrativ by i Indonesien.   Den ligger i provinsen Jawa Barat, i den västra delen av landet, 160 km sydost om huvudstaden Jakarta.